# Aglaia mariannensis
Aglaia mariannensis är en tvåhjärtbladig växtart som beskrevs av Merrill. Aglaia mariannensis ingår i släktet Aglaia och familjen Meliaceae. Inga underarter finns listade i Catalogue of Life.